# Nikolay Manoshin
Nikolai Alekseyevich Manoshin (Moscou, 6 de março de 1938 — 10 de fevereiro de 2022) foi um futebolista soviético, que atuava como meia.

## Carreira
Nikolay Manoshin fez parte do elenco da Seleção Soviética na Copa do Mundo de 1962. 

## Títulos
- Primeira Divisão Soviética: 1960.
- Copa da União Soviética: 1960.

## Ligações Externas
- Perfil em FIFA.com (em inglês)